# Bellegarde-en-Forez
Bellegarde-en-Forez este o comună în departamentul Loire din sud-estul Franței. În 2009 avea o populație de 1.833 de locuitori.

## Evoluția populației
| An        | 1975  | 1982  | 1990  | 1999  | 2006  | 2009  |
| --------- | ----- | ----- | ----- | ----- | ----- | ----- |
| Populație | 1.081 | 1.280 | 1.283 | 1.464 | 1.775 | 1.833 |